# Castello di Büren
Il castello di Büren (Schloss Büren in tedesco) è un antico castello situato nel comune di Büren an der Aare nel Canton Berna in Svizzera.

## Storia
Il castello venne eretto tra il 1621 e il 1625 quale residenza del balivo di Büren laddove sorgevano quattro fattorie. Tra il 1624 e l'invasione francese del 1798, un totale di 77 balivi si sono succeduti nel castello.
Nel degli affreschi del XVII secolo e altre opere d'arte sono state restaurate secondo il loro aspetto originario.
Il castello è iscritto nell'inventario dei beni culturali svizzeri d'importanza nazionale.